# Koritnice
Koritnice – wieś w Słowenii, w gminie Ilirska Bistrica. W 2018 roku liczyła 124 mieszkańców.